# Lungro
Lungro (Arbëresh: Ungra) ist eine süditalienische Gemeinde mit 2133 Einwohnern (Stand 31. Dezember 2023) in der Provinz Cosenza in Kalabrien.

## Lage und Daten
Das Gebiet der Gemeinde liegt auf einer Höhe von 650 m über dem Meeresspiegel im Nationalpark Pollino und umfasst eine Fläche von 35 km². Lungro liegt etwa 67 km nördlich von Cosenza.
Die Nachbargemeinden sind Acquaformosa, Altomonte, Firmo, Orsomarso, San Donato di Ninea und Saracena.

## Geschichte
Der Ort wurde um 1468 von Albanern gegründet, die im 15. Jahrhundert aus dem Gebiet der heutigen Staaten Albanien und Griechenland eingewandert waren.
Seit 1919 ist Lungro Sitz der Eparchie Lungro der italo-albanischen Kirche.